# Françoise Houdart
 (juin 2020).
Si vous disposez d'ouvrages ou d'articles de référence ou si vous connaissez des sites web de qualité traitant du thème abordé ici, merci de compléter l'article en donnant les références utiles à sa vérifiabilité et en les liant à la section « Notes et références ».
Françoise Houdart est un écrivain belge d'expression française ; elle est née le 22 mars 1948 à Boussu en Hainaut.
Après avoir suivi une formation de traducteur à l'École internationale de traducteurs et d'interprètes de Mons, elle entame une carrière d'enseignante en tant que maître assistant en langue allemande à la Haute École Provinciale de Mons Borinage Centre, devenue aujourd'hui Haute École Condorcet. Elle est mariée avec Renild Thiébaut.  Ils ont ensemble quatre enfants, et sept petits-enfants[réf. nécessaire]. .
Animatrice de rencontres littéraires à la bibliothèque de Boussu (Les Saisons littéraires) et rencontres culturelles et pédagogiques sur demande (ateliers découverte lecture et écriture).

## Prix littéraires
- Prix Gauchez-Philippot en 1989 pour Arythmies
- Prix RTBF "Un auteur, une voix" en 1990 pour Afrique (fragment des Quatre variations)
- Prix de Thysebaert 1997 pour ...née Pélagie D.
- Prix du Centenaire de l'Association des Écrivains Belges de Langue Française (AEB) en octobre 2002
- Prix de Littérature pour l'ensemble de l'œuvre attribué par l'Association des Amis du Hainaut, octobre 2003
- Prix 2006 du Comité des Usagers de la Bibliothèque Centrale de la province de Hainaut pour Tu signais Ernst K.
- Prix de littérature Charles Plisnier 2014 pour Les profonds chemins
- Prix Louis Piérard 2016
- Nomination au prix Rossel 2009 pour Oublier Emma